# ダミアン・ハースト
ダミアン・ハースト（Damien Hirst、1965年6月7日 - ）は、イギリスの現代美術家である。ヤング・ブリティッシュ・アーティスト（YBAs）と呼ばれる、1990年代に頭角を現してきたコンテンポラリー・アーティストの中でも代表的な存在である。特に"Natural History"という、死んだ動物（鮫、牛、羊）をホルマリンによって保存したシリーズが有名。

## プロフィール

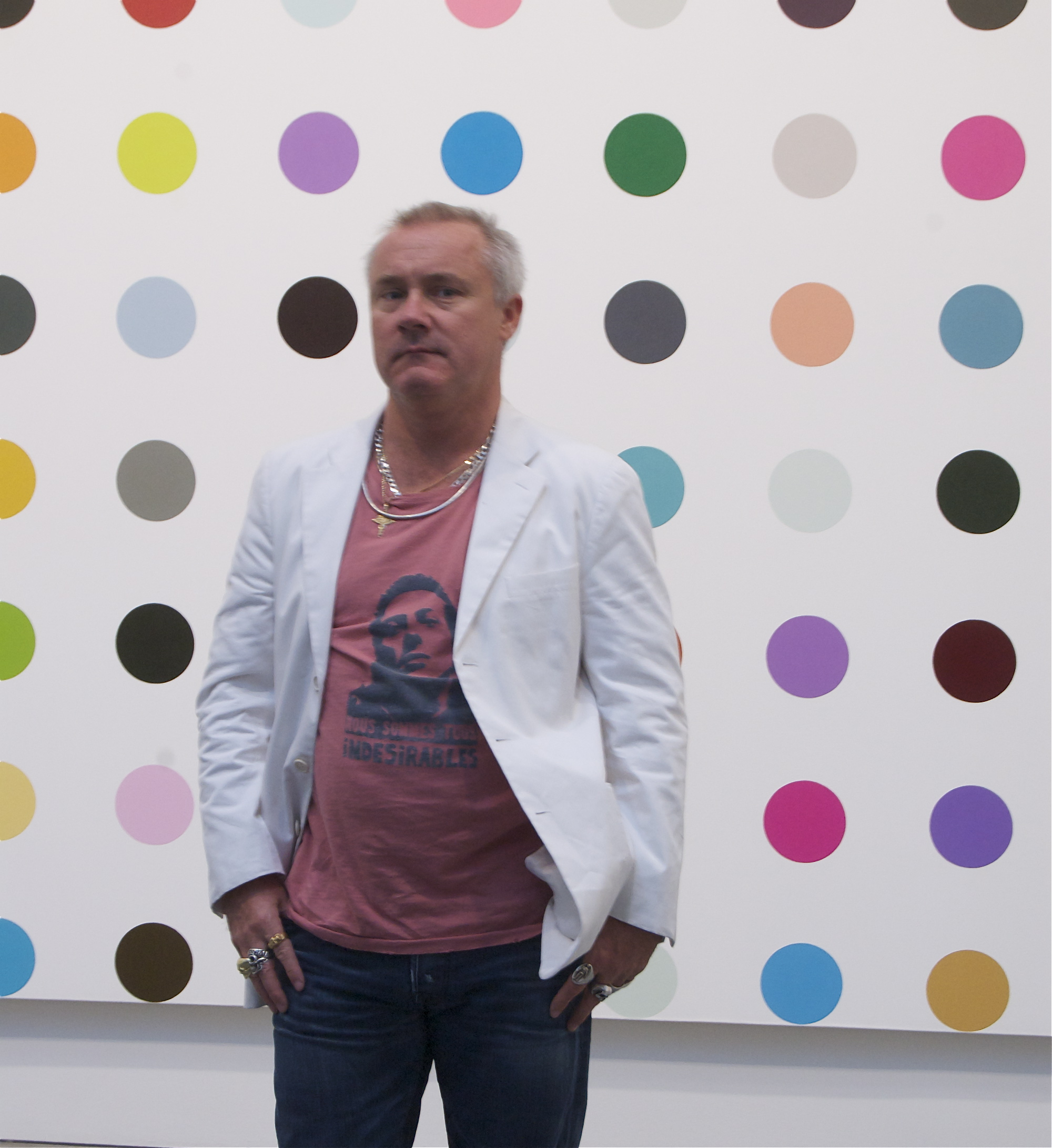
ダミアン・ハースト。背景は『スポット・ペインティング』の一作

ハーストはイングランド西部のブリストルで生まれ、北部の都市リーズで育った。ハーストが12歳の時に父親が家を出てしまい、その後万引きで逮捕されるなど荒れた生活を送るしかしリーズのLeeds College of Artに入学して学ぶ機会を得る。。その後ロンドンの建築現場で2年間働いた後、更に1986年から1989年までロンドン大学のゴールドスミス・カレッジでも学んでいる。在学中の1988年、荒廃したビルを会場に、学生たちによる自主企画展覧会"Freeze"を主催し、その際にイギリスの大手広告代理店サーチ・アンド・サーチの社長チャールズ・サーチ（美術コレクターとして有名で、後のサーチ・ギャラリーのオーナー）に、共同出品していた学生たちと共に見出された。
1991年に初の個展を開く。そのときまでには、巨大なガラスケースや死んだ動物、薬品瓶などを作品に使用して生や死を省察するスタイルは確立されていた。同時に、白いキャンバスにカラフルな色の斑点を規則的に配する"スポット・ペインティング"も描いている。この"スポット"は、覚醒剤の錠剤の暗示であると言われている。
輪切りや腐敗状態で放置された動物を扱う作品は、不可避である生や死を考える意図があったが、残酷さへの批判や芸術品には見えないなどという多くの非難も呼んだ。イギリス国中にその悪名がとどろくようになったハーストは、1993年イギリス代表として国際美術展覧会ヴェネツィア・ビエンナーレに出展、縦に真っ二つに切断された牛と子牛をホルマリン漬けにした作品"Mother and Child, Divided"を出した。この作品で1995年にはターナー賞を受賞している。
2000年代までにはイギリスでも最重要の芸術家とみなされるようになり、オークションや新作の販売価格は、現存する美術家の中でも最も高価な内の一人に入っている。

## 主な作品

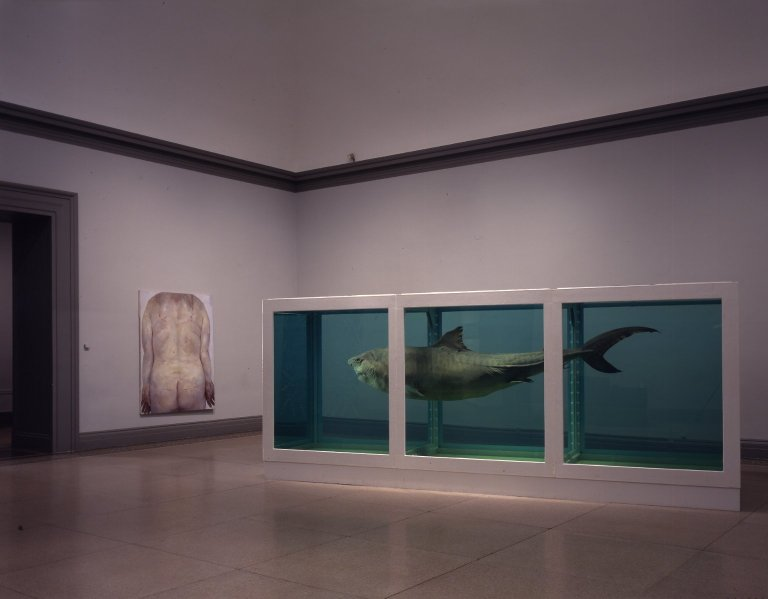
ブルックリン美術館に巡回した『センセーション』展の風景。正面のサメの入ったガラスケースの作品がダミアン・ハーストの『生者の心における死の物理的不可能性』

- "In and Out of Love"(1991):鉢植えの植物、毛虫、砂糖と糊でペイントされたモノクロのキャンバスで構成された作品。 毛虫が蝶になった後には、それをキャンバスの表面に固定した。
- "The Physical Impossibility of Death in the Mind of Someone Living(生者の心における死の物理的不可能性)"(1991):ガラスのケースに4mのサメを入れ、ホルムアルデヒドで保存。これによってターナー賞にノミネートされている。
- "Pharmacy" (1992):薬局を模した棚、机、無数のカラフルな薬瓶によるインスタレーション。頭のための薬、腹のための薬など人体の各部位に対する薬品がシステマチックに並べられている。全体で人体が表現されており、また人体や病を細分化し分類する科学のシステムや同様に美術を扱う美術館についても言及する。
- "A Thousand Years"(1991):ガラスケースに牛の頭と、多数のハエを入れてある。蛆は牛の頭を食べてハエになり、死んだハエはそのままになっている。
- "Away from the Flock"(1994):ガラスのケースに羊を入れ、ホルムアルデヒドで保存。
- "Arachidic Acid"(1994):初期の「スポット・ペインティング」。
- "Hymn"(1996):人体模型のように内臓などが見える、巨大な人体彫刻。
- "Mother and Child Divided"(1993):牛と子牛をホルムアルデヒドで保存。両方とも縦に二つに分割されている。
- "Two Fucking and Two Watching"は腐った牝牛と雄牛を含んでいたため、ニューヨークでは展示することを禁じられた。
- "The Stations of the Cross"(2004):イエス・キリストの最後を12枚の写真で描いたもの。写真家のデイヴィッド・ベイリーとの共作。
- "The Virgin Mother":妊娠中の女性を象った巨大な彫刻像。 右半分は表面がなく、胎児や筋肉が見えている。2008年の時点では、ニューヨークのThe Liver Building（リーバ・ハウス）に展示されている。
- "For the Love of God（英語版）"(神の愛のために)(2007) : メメント・モリをモチーフにした作品
- "The Miraculous Journey（英語版）"(奇跡の旅)(2005から2013)  : 14のブロンズ彫刻のシリーズ
- "Verity（英語版）"(真実)(2012) : エドガー・ドガの14歳の小さな踊り子にインスパイアされて制作された作品
- "桜"(2018～) : シリーズのペイント作品[2]。

## 議論
そのセンセーショナルな作品に対する批評家の反応は、今でも論争の的である。初期の5年間に放ったホルマリン漬けの動物入りのガラスケース作品は、今やイギリス現代美術の象徴となっており、広告や映画で剽窃されたりパロディーになったりしている（2000年のアメリカ映画『ザ・セル』もその典型で、輪切り動物のイメージを使用している）。
しかし、ハースト自身が認めているように、1995年以降は深刻な薬物中毒とアルコール依存症に冒されており、その時期の作品は初期の繰り返しや自己模倣との議論もある。また、ハーストの多くの作品は彼の助手や技術者の手で主に作られており、彼が作品の作家であるのかどうかも問われている（もっとも、現代美術において制作の一部を外注することは珍しいことではない）。これが問題になったのは、1997年に売りに出た「スピン・ペインティング」（様々な色の絵具を回転するキャンバスに垂らして制作した同心円状のもの）をハーストが「贋作だ」と主張した時で、このとき、ハーストが以前これらの絵画作品を作る際に自分ではほとんど何もしていないと述べていたことが紹介され、「もともとハースト自身に真作があるのか」と反論されるもとになった。
彼は1997年、ロンドンの高級住宅地ノッティング・ヒルで、薬瓶を並べたインスタレーションで店内を装飾したレストラン「ファーマシー（薬局）」を共同経営し、先端人種のたまり場としたことがある。薬局業界から「本物の薬局とまぎらわしい」と論争も起こしたが、2003年に閉店した。ハーストの作品の行方が心配されたが、彼はインスタレーションをレストランに貸していただけだったため、これをサザビーズで売却して1100万ポンドもの大金を手に入れた。また、欧州宇宙機関に依頼され、2003年に打ち上げるマーズ・エクスプレスの火星着陸機「ビーグル2号」のためにシンプルな絵画を描き、火星に到着する人類初の美術品にしようとし
た。

## 書目
- Blanché, Ulrich (2018) (英語). Damien Hirst. Gallery Art in a Material World. Baden-Baden, DEU: Tectum Verlag. ISBN 978-3-8288-4030-0
- Pogrebin, Robin (2017年2月21日). “Damien Hirst Alienated Collectors. Will His New Work Win Them Back?”. The New York Times 2017年2月22日閲覧。
- Blanché, Ulrich (2014) (ドイツ語). Konsumkunst: Kultur und Kommerz bei Banksy und Damien Hirst. Bielefeld, DEU: transcript Verlag. ISBN 978-3839421390 2017年2月22日閲覧。
- Thompson, Don (2012) (英語). The $12 Million Stuffed Shark: The Curious Economics of Contemporary Art. New York, NY: St. Martin's Press. ISBN 978-0230341937 2017年2月22日閲覧。
- Benhamou-Huet, Judith (2012) (フランス語). Les artistes ont toujours aimé l'argent: De Dürer à Damien Hirst. Paris, FRA: Grasset. ISBN 978-2246800002 2017年2月22日閲覧。
- Tomkins, Calvin (2010) (英語). Lives of the Artists: Portraits of Ten Artists Whose Work and Lifestyles Embody the Future of Contemporary Art. New York, NY: Henry Holt and Co.. ISBN 978-1429946414 2017年2月22日閲覧。

## 参照
1. 1 2 3  "Shockaholic" on BBC site. Retrieved 19 March 2006.
2. ↑  FASHION PRESS 「ダミアン・ハースト、日本初の大規模個展が国立新美術館で - “桜”を描いた大型絵画作品を一挙公開」2022年3月2日(水)から
3. ↑  “Laplaca on”.   Artnet.com (2004年10月18日). 2010年8月15日閲覧。